# Державні наради Української Народної Республіки 1919—1920

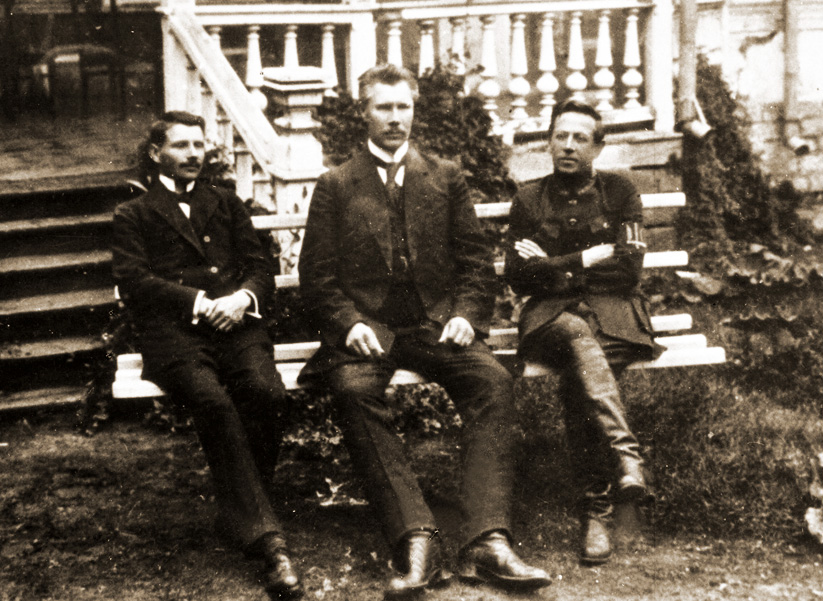
Склад Директорії в другій половині 1919 р. Зліва направо: Андрій Макаренко, Федір Швець, Симон Петлюра

Державні наради Української Народної Республіки 1919—1920 — наради на вищому рівні, які за часів Директорії УНР виконували функції представницької влади. Збиралися неперіодично для розгляду важливих політичних справ. Складалися з членів Директорії, Ради народних міністрів Української Народної Республіки, Трудового конгресу України, представників армії, політичних партій, громадських організацій тощо.

## 16 січня 1919, Київ
Державна нарада за участю членів Директорії, уряду, представників українських політичних партій, громадських організацій, командування Січових стрільців обговорила перспективи подальшого розвитку політичних процесів в Україні. Відкинула пропозицію Січових стрільців про запровадження військової диктатури, але не дійшла єдиної думки щодо подальшої орієнтації зовнішньо-політичного курсу Української Народної Республіки – на РСФРР чи Антанту.

## 2 лютого 1919, Вінниця
Державна нарада за участю членів Директорії, уряду та комісій Трудового конгресу обговорила та відкинула ультимативні вимоги французького командування до Директорії.

## 4 березня 1919, Вінниця
Державна нарада за участю частини Директорії, уряду, комісій Трудового конгресу, представників українських партій і громадських організацій обговорила та відкинула домагання Антанти змінити склад Директорії (відставка голови Директорії, головного отамана С.Петлюри та О.М.Андрієвського). Одночасно декларувалося бажання УНР продовжувати пошуки можливостей спільної боротьби проти більшовизму.

## 11 березня 1919, Проскурів (нині м. Хмельницький)
Державна нарада за участю членів Директорії, уряду, представників українських партій та громадських організацій заслухала звіт уряду (С.Остапенко), обговорила питання щодо необхідності припинити переговори з Антантою. Не дійшла згоди в цьому питанні.

## 5–6 квітня 1919, Рівне
Держ. нарада за участю частини Директорії, Трудового конгресу, укр. партій обговорила питання про склад майбутнього уряду. Намагання узгодити політ. лінію держ. проводу УНР не привели до порозуміння між правими й лівими течіями. Праві партії відмовилися від участі в уряді.

## 5 вересня 1919, Кам'янець-Подільський
Державна нарада в головного отамана С.Петлюри, на якій були присутні члени Директорії А.Г.Макаренко та Ф.Швець, прем'єр-міністр І.П.Мазепа, міністр закордонних справ А.Левицький, в.о. військового міністра В.Петрів, представник ЗОУНР С.Голубович. У процесі обговорення поточних питань була досягнута певна згода між інтересами УНР та ЗОУНР.

## 25 жовтня 1919, Кам'янець-Подільський
Державна нарада за участю членів Директорії, уряду, представників ЗОУНР, а також представників українських (у т.ч. зах.-українських) і єврейських політичних партій, громадських організацій заслухала доповідь голови уряду І.Мазепи про внутрішнє й міжнародне становище України, доповідь військового міністра В.Петріва про військове становище. Не ухвалено жодного рішення.

## 8 листопада 1920, Ялтушків (нині село Барського р-ну Вінницької обл.)
Державна нарада за участю С.Петлюри, представників уряду та вищого командування Армії Української Народної Республіки. Ухвалила: негайно підготувати закон про передпарламент (Закон Про Державну народну раду Української Народної Республіки 1920) і якомога швидше скликати його; розпочати 12 грудня наступ проти Червоної армії (див. Радянська армія). Прийняла відозву до українського народу із закликом "До останнього бою".